# Smaragdan oreillard
Vireolanius leucotis
Espèce
Répartition géographique
Statut de conservation UICN

 LC  : Préoccupation mineure
Le Smaragdan oreillard (Vireolanius leucotis) est une espèce de passereaux de la famille des Vireonidae.

## Répartition
Cet oiseau peuple les zones forestières humides du Nord de l'Amérique du Sud (forêt amazonienne, plateau des Guyanes et le versant oriental des Andes boliviennes).
Il se rencontre en Bolivie, au Brésil, en Colombie, en Équateur, au Guyana, en Guyane, au Pérou, au Suriname et au Venezuela.

## Liste des sous-espèces
Selon GBIF (16 août 2023) :
- Vireolanius leucotis bolivianus Berlepsch, 1901
- Vireolanius leucotis leucotis (Swainson, 1838)
- Vireolanius leucotis mikettae Hartert, 1900
- Vireolanius leucotis simplex Berlepsch, 1912

## Systématique
Le nom valide complet (avec auteur) de ce taxon est Vireolanius leucotis (Swainson, 1838).
L'espèce a été initialement classée dans le genre Malaconotus sous le protonyme Malaconotus leucotis Swainson, 1837.
Ce taxon porte en français le nom vernaculaire ou normalisé suivant : Smaragdan oreillard.
Vireolanius leucotis a pour synonyme :
- Malaconotus leucotis Swainson, 1837